# سليم فرانكلين
سليم فرانكلين (بالإنجليزية: Selim Franklin)‏ هو لاعب شطرنج أمريكي، ولد في 1814، وتوفي في 1884.

## وصلات خارجية
- سليم فرانكلين على موقع مباريات الشطرنج (الإنجليزية)